# Pseudochaeta venusta
Pseudochaeta venusta là một loài ruồi trong họ Tachinidae.